# Список экорегионов Республики Конго
Ниже приводится список экорегионов в Республике Конго, согласно Всемирному Фонду дикой природы (ВФП).

## Наземные экорегионы
по основным типам местообитаний

### Тропические и субтропические влажные широколистные леса
- Атлантические экваториальные прибрежные леса
- Северо-западные низинные леса Конго
- Болотные леса Западного Конго

### Тропические и субтропические луга, саванны и кустарники
- Лесная саванна Западного Конго

## Пресноводные экорегионы
по биорегиону

### Западное экваториальное побережье
- Центрально-западное экваториальное побережье
- Юго-западное экваториальное побережье

### Конго
- Водопады Ливингстона
- Санга
- Суданское Конго Развитие.

## Морские экорегионы
- Южный залив Гвинеи